# Pianoconcert nr. 1 (Hoddinott)
Alun Hoddinott componeerde zijn Pianoconcert nr. 1 in 1960. De componist was tijdens zijn eerste klarinetconcert nog onder invloed van zijn opleiding; het pianoconcert laat meer zien van zijn Welshe achtergrond, soms fijnzinnig en dan weer wreed. Het concert is geschreven voor piano, symfonieorkest (zonder strijkinstrumenten), slagwerk en celesta. Door het ontbreken van strijkinstrumenten, die normaliter een dempende rol verzorgen, klinkt het concert scherp, dan weer robuust en dan weer fijnzinnig.

## Delen
1. Moderato (zonder pauze naar)
2. Presto
3. Lento
4. Allegro

## Bron en discografie
- Uitgave Lyrita: Royal Philharmonic Orchestra o.l.v. Barry Wordsworth, solist is Philip Fowke.